# بزرگراه آیت‌الله محلاتی (شیراز)
بزرگراه آیت الله بهاء‌الدین محلاتی یا بزرگراه آیت الله محلاتی یا آرین یکی از بزرگراه‌های شیراز در محدوده منطقه ۱۰ شهرداری می‌باشد که از پل شهدای‌جهاد آغاز شده و پس از گذشتن از شهرک آرین و انجیره، به واسطه پل جوادیه به بزرگراه‌های کمربندی و آیت‌الله حائری شیرازی (کوهسار) متصل و پایان می‌یابد.
این بزرگراه یکی از سه بخش رینگ شمال غربی شهر شیراز است که به همراه دو بزرگراه آیت‌الله حائری شیرازی و سردار سلیمانی، بلوارهای چمران و جمهوری اسلامی، چهارراه قصردشت و میدان‌های ارم و جام‌جم را به بزرگراه شیراز - یاسوج متصل می‌کند.

## اصلاح نام
شورای اسلامی شهر شیراز در بیست و چهارمین جلسه علنی خود در تاریخ ۱۶ آبان ۱۴۰۰، اصلاح نام معبر و اصلاح تابلوهای این بزرگراه از آیت الله محلاتی به آیت الله بهاءالدین محلاتی را تصویب نمود. این اصلاح نام به دلیل مشابهت نام بهاءالدین محلاتی و فضل‌الله محلاتی صورت گرفت.